# Coccidiphaga exasperalis
Coccidiphaga exasperalis är en fjärilsart som beskrevs av Lederer. Coccidiphaga exasperalis ingår i släktet Coccidiphaga och familjen nattflyn. Inga underarter finns listade i Catalogue of Life.